# Resolució 2081 del Consell de Seguretat de les Nacions Unides
La Resolució 2081 del Consell de Seguretat de les Nacions Unides fou adoptada el 17 de desembre de 2012. El Consell va ampliar el mandat de vint jutges del Tribunal Penal Internacional per a l'antiga Iugoslàvia fins al 21 de desembre de 2013. La resolució fou aprovada per 14 vots a favor, cap en contra i l'abstenció de Rússia, qui va justificar l'abstenció en el fet que el treball del tribunal es veia afectat per greus problemes sistèmics que el Consell no estava tractant. A més, els retards a les proves i la incapacitat del Tribunal per complir el seu mandat eren massa costosos, el que comportava una càrrega financera feixuga als Estats membres.

## Detalls
Amb la Resolució 1966 (2010), el Consell de Seguretat va establir el Mecanisme Residual per a Tribunals Penals Internacionals al final de 2010 i va demanar al Tribunal de l'antiga Iugoslàvia que completés la seva tasca a la fi de 2014 i que preparés la transició cap al Mecanisme. El 15 d'abril de 2013 el Tribunal havia de presentar un pla per al Mecanisme Residual. El departament de Ruanda del Mecanisme havia entrat en vigor l'1 de juliol de 2013.
El Consell va acordar aleshores ampliar fins al 31 de desembre de 2013 el mandat dels jutges:
- Carmel Agius
- Liu Daqun
- Theodor Meron
- Fausto Pocar
- Patrick Lipton Robinson
- Jean-Claude Antonetti
- Guy Delvoie
- Burton Hall
- Christoph Flügge
- O-gon Kwon
- Bakone Moloto
- Howard Morrison
- Fons Orie
- Frederik Harhoff
- Melville Baird
- Flavia Lattanzi
- Kinshasa Antoine Mindua

El mandat dels següents magistrats d'apel·lació es va ampliar fins l'1 de juny de 2013:
- Elizabeth Gwaunza
- Michèle Picard
- Árpád Prandler
- Stefan Trechsel